# Thomas Hopfner

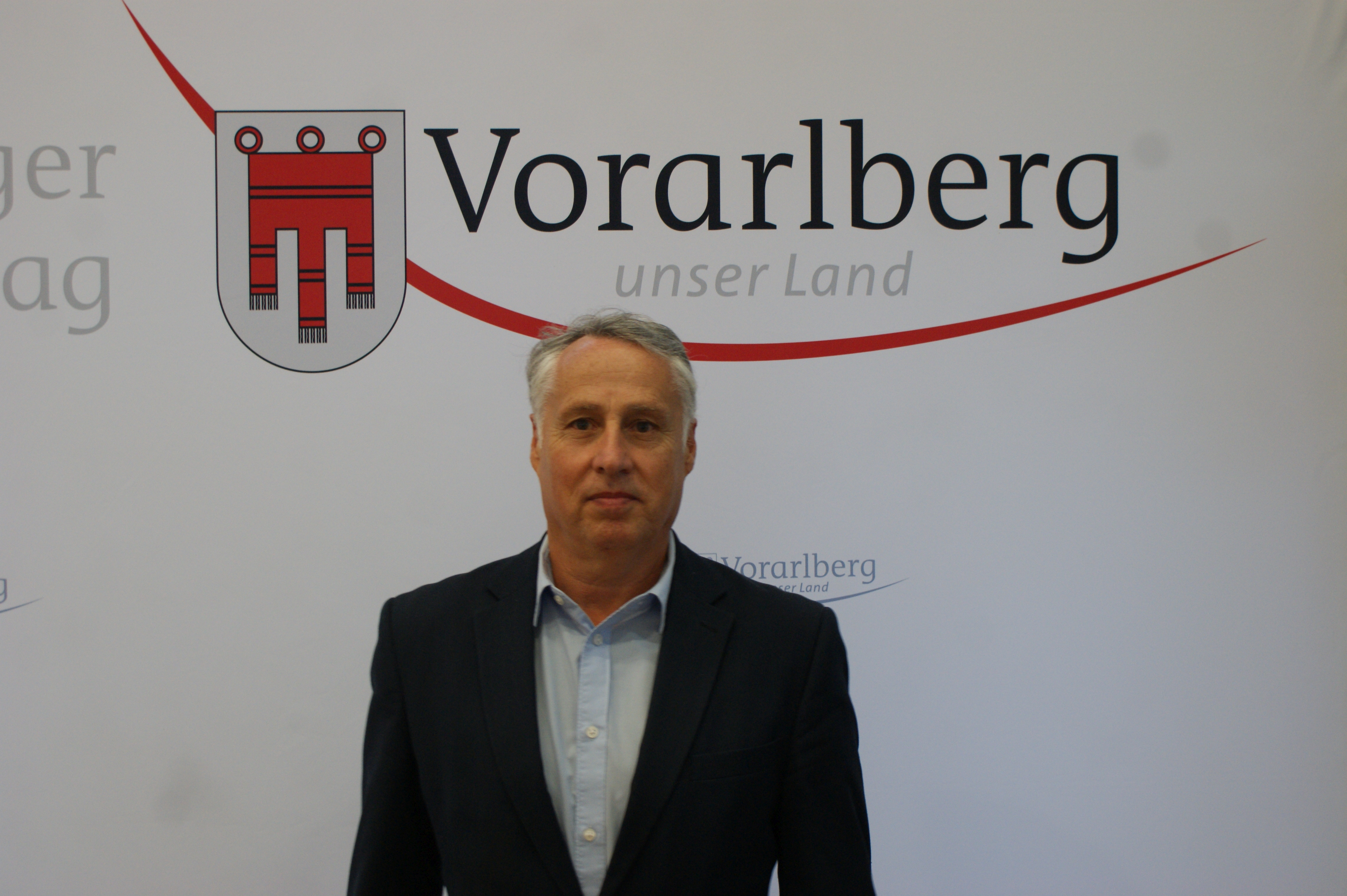
Thomas Hopfner (2024)

Thomas Hopfner (* 6. August 1965 in Alberschwende) ist ein österreichischer Politiker (parteilos, ehem. SPÖ) und Polizeibeamter. Hopfner war von 2020 bis 2024 Abgeordneter zum Vorarlberger Landtag und in dieser Zeit von 28. September 2020 bis 29. November 2021 Klubobmann des SPÖ-Landtagsklubs, ehe er aus dem Klub und der Partei austrat. Er ist Leiter des Bildungszentrums der Sicherheitsakademie in Feldkirch.

## Beruflicher Werdegang
Thomas Hopfner wuchs in der Gemeinde Alberschwende im Bregenzerwald auf und besuchte das Sportgymnasium in Dornbirn. Nach Absolvierung des Präsenzdiensts bei österreichischen Bundesheer trat Hopfner in die damalige Bundesgendarmerie ein und absolvierte die Grundausbildung. Seine erste dienstliche Zuteilung als Gendarmeriebeamter führte ihn an den Gendarmerieposten der Vorarlberger Landeshauptstadt Bregenz. Später absolvierte er die Ausbildung beim Gendarmerieeinsatzkommando in Wiener Neustadt und wurde anschließend beim Ausbildungsreferat des Gendarmeriezentralkommandos tätig.
Von 1995 bis 1996 absolvierte Thomas Hopfner die Offiziersausbildung an der Gendarmeriezentralschule in Mödling und wurde danach im Jahr 1999 zum Leiter der Ausbildungsabteilung im Gendarmeriezentralkommando des Bundesministeriums für Inneres ernannt. Später führte Hopfners Weg wieder zurück nach Vorarlberg und der zwischenzeitlich zum Oberst beförderte Polizeibeamte wurde Leiter der Polizeischule (heutige Bezeichnung Bildungszentrum der Sicherheitsakademie) in Feldkirch.

## Politische Karriere
Ab 2011 war Thomas Hopfner Mitglied der Sozialdemokratischen Partei Österreichs. Bei der Landtagswahl in Vorarlberg 2019 kandidierte er auf Platz fünf der Landesliste der SPÖ Vorarlberg und verpasste damit knapp den Einzug in den Vorarlberger Landtag. Nachdem Michael Ritsch bei der Bürgermeisterwahl 2020 in Bregenz zum Bürgermeister gewählt worden war, kündigte dieser an, sein Landtagsmandat niederzulegen. Hopfner wurde als Ritschs Nachfolger als Landtagsabgeordneter sowie als Nachfolger von Martin Staudinger, der zum Bürgermeister von Hard gewählt worden war, in dessen Funktion als SPÖ-Klubobmann im Vorarlberger Landtag designiert. Er wurde in der Landtagssitzung am 18. November 2020 als Abgeordneter angelobt.
Im Jahr 2021 entstand ein parteiinterner, auch über die Medien ausgetragener, Streit um die Nachfolge von Martin Staudinger als Landesparteivorsitzender der SPÖ Vorarlberg. Thomas Hopfner war als Ausgangspunkt der Auseinandersetzungen von Staudinger ohne Rücksprache mit anderen Parteifunktionären öffentlich als sein Nachfolger vorgeschlagen worden. Parteiinterne Rivalen Hopfners forderten diesen daraufhin auf, von einer Kandidatur für den Parteivorsitz abzusehen. Ein Telefonat Hopfners mit dem Bregenzer Bürgermeister Michael Ritsch soll Hopfner in diesem Zuge laut einem Parteikollegen aufgezeichnet haben. Die sogenannte „Abhör-Affäre“ führte unter anderem aus Protest dagegen zum Rückzug Ritschs aus allen politischen Funktionen in der Landespartei und zu einer Strafanzeige gegen Thomas Hopfner wegen Missbrauch von Tonaufnahme- oder Abhörgeräten (§ 120 Abs. 2 StGB). Im Oktober 2021 ersuchte die Staatsanwaltschaft Feldkirch daher den Vorarlberger Landtag um Aufhebung der parlamentarischen Immunität Hopfners, um das strafrechtliche Ermittlungsverfahren gegen ihn führen zu können. Anfang November 2021 zog Michael Ritsch die erforderliche Ermächtigung zur Strafverfolgung jedoch zurück, weshalb die Staatsanwaltschaft das Ermittlungsverfahren gegen Hopfner einstellte. Nachdem Hopfner beim Landesparteitag der SPÖ Vorarlberg im Oktober 2021 nicht zum Parteivorsitzenden gewählt worden war, erklärte er mit 29. November 2021 seinen Rücktritt von der Funktion des SPÖ-Klubvorsitzenden im Landtag und seinen Parteiaustritt aus der SPÖ Vorarlberg. Nach dem Parteiaustritt und Rücktritt vom Amt des Klubobmanns verblieb Thomas Hopfner als fraktionsloser („wilder“) Abgeordneter ohne Klubzugehörigkeit im Vorarlberger Landtag. Aus diesem schied er mit Ende der Legislaturperiode am 6. November 2024 aus.